# Kazuo Ečigo
Kazuo Ečigo (japonsko 越後 和男), japonski nogometaš, * 28. december 1965.
Za japonsko reprezentanco je odigral 6 uradnih tekem.